# ロドリゲスの公式
数学におけるロドリゲスの公式（ロドリゲスのこうしき、英: Rodrigues' formula、かつてはアイヴォリー＝ヤコビの公式 英: Ivory–Jacobi formula とも）とはルジャンドル多項式を生成する公式であり、1816年にオランド・ロドリゲス、1824年にジェームズ・アイヴォリー、1827年にカール・グスタフ・ヤコビによって独立に発見された。「ロドリゲスの公式」という名前がハイネによって提唱されたのは1878年であるが、これは1865年にエルミートがこの公式の最初の発見者はロドリゲスだと指摘したことによる。
この用語は同様の直交多項式系の生成公式を示す際にも使われる。
リチャード・アスキーは2005年にロドリゲスの公式の歴史を詳細に綴った記事を執筆した。

## ステートメント
ロドリゲスはルジャンドル多項式　{\displaystyle P_{n}(x)}を次のように記述した：
{\displaystyle P_{n}(x)={1 \over 2^{n}n!}{\left({\frac {d}{dx}}\right)^{n}}(x^{2}-1)^{n}}
スツルム＝リウヴィル型微分方程式の解として得られる直交函数系において同様の公式が成立することも多く、直交多項式系が得られるような場合についてはそれらの公式もロドリゲスの公式と呼ばれる。例えば以下のようなものがある。
- ラゲールの多項式 {\displaystyle L_{n}(x)}

{\displaystyle L_{n}(x)=e^{x}{\left({\frac {d}{dx}}\right)^{n}}\left(x^{n}e^{-x}\right)}
- エルミート多項式 {\displaystyle H_{n}(x)}

{\displaystyle H_{n}(x)=(-1)^{n}e^{x^{2}}{\left({\frac {d}{dx}}\right)^{n}}e^{-x^{2}}}
- ゲーゲンバウアー多項式 {\displaystyle C_{n}^{(\alpha )}(x)}

{\displaystyle C_{n}^{(\alpha )}(x)={\frac {(-2)^{n}}{n!}}{\frac {\Gamma (n+\alpha )\Gamma (n+2\alpha )}{\Gamma (\alpha )\Gamma (2n+2\alpha )}}(1-x^{2})^{-\alpha +1/2}{\left({\frac {d}{dx}}\right)^{n}}\left[(1-x^{2})^{n+\alpha -1/2}\right]}